# David Fry
David Fry (Irving, Texas, 20 de noviembre de 1995) es un jugador profesional estadounidense de béisbol que se desempeña en la posición de primera base en Cleveland Guardians, equipo de las Grandes Ligas de Béisbol (MLB).

## Carrera
Fue seleccionado en la séptima ronda en el Draft de la MLB de 2018. En 2023 hizo su debut profesional con el equipo Cleveland Guardians, donde lleva jugando dos temporadas.